# عزیز رفیعی
عزیز رفیعی (۱۲۸۹ – ۱۳۶۵) دامپزشک، رئیس مؤسسه تحقیقات واکسن و سرم‌سازی رازی، رئیس دانشکده دامپزشکی دانشگاه تهران، عضو ایرانی فرهنگستان دامپزشکی فرانسه بود.

## تولد و تحصیلات
عزیز رفیعی در سال ۱۲۸۹ در محله ششگلان تبریز زاده شد. او در مدرسه حکمت و مدرسه مموریال آمریکایی‌ها و محمدیه تحصیلات خود را به پایان رسانید. او که به زبان‌های فرانسه و انگلیسی آشنایی داشت با دریافت خسارت ناشی از تخریب منزل پدری خود، به تولوز فرانسه رفت. او به دلیل کسب نمرات بالا توسط دولت ایران بورسیه شد. رفیعی دوره تخصص خود در دامپزشکی را در آلفور پاریس گذراند و در انستیتو پاستور فرانسه، مراکش و الجزایر فعالیت کرد.

## فعالیت‌های علمی و اجرایی
عزیز رفیعی پس از برگشت به ایران در مؤسسه رازی مشغول به کار شد و به عنوان همکار لویی دلپی، رئیس مؤسسه رازی فعالیت کرد. او همزمان در مدرسه فلاحت (دانشکده دامپزشکی) دانشگاه تهران نیز به تدریس مشغول شد و تا ریاست دانشکده کشاورزی و استاد ممتاز دانشگاه تهران فعالیت‌های خود ادامه داد. او کاشف یکی از عوامل تب بازگرد به نام اسپیرو کتاپرسیکا بود. وی بنیانگذار دانشکده دامپزشکی دانشگاه ارومیه بود.
دکتر عزیزی به پاس فعالیت‌های بیشمار خود عضو فرهنگستان دامپزشکی فرانسه و دارنده نشان‌های درجه یک پژوهش و دانش و مدال لژیون دونور و نشان کوماندور کشاورزی از دولت فرانسه بود.
عزیزرفیعی نماینده دائمی دولت ایران در سازمان بین‌المللی بیماری‌های واگیر عضو هیئت مدیره سازمان بین‌المللی بیماری‌های واگیر و برای سه سال رئیس این سازمان بود.